# Tomtebobarnen
Tomtebobarnen är en skönlitterär bilderbok, utgiven 1910 av Elsa Beskow (1874–1953). Boken är skriven efter en längre tids vistelse på Liljendal i Ramsberg, Västmanland.

## Handling
Varje uppslag i boken har en helsidesbild, samt en kortare text skriven på rimmad vers. Boken handlar om en liten tomtefamilj som bor under en tallrot. De fyra tomtebarnen är klädda i grått men har stora flugsvampsliknande röda mössor med vita prickar. Man får följa barnen och deras sysslor under de olika årstiderna. Barnen går i skola hos ugglemor, leker med skogens djur och hjälper sina föräldrar att plocka svampar och bär. När farliga djur som ormar hotar kommer den modige tomtepappan och räddar barnen.
Elsa Beskow drev hemgården Birkagården i Vasastan, Stockholm, tillsammans med sin man Natanael Beskow. I närheten av Birkagården finns Tomtebogatan och Tomteboda järnvägsstation. En teori, som ibland framförs, är att detta inspirerade Elsa Beskow till bokens titel. 